# Brachylophus
Brachylophus is een geslacht van hagedissen uit de familie leguanen.

## Naam en indeling
De soorten worden vanwege hun geïsoleerde verspreidingsgebied ook wel Fijileguanen genoemd. De wetenschappelijke naam van de groep werd voor het eerst voorgesteld door Georges Cuvier in 1829. De wetenschappelijke geslachtsnaam Brachylophus betekent vrij vertaald 'kleine kam'; brachys (βραχύς) = kort en lophos (λόφος) = opstaande rand. Deze naam slaat op de relatief kleine kammen op de rug en nek in vergelijking met andere leguanen.
Er zijn vier soorten, inclusief de in 2008 beschreven soort Brachylophus bulabula en de pas in 2017 beschreven soort Brachylophus gau. Deze recente soorten worden in veel literatuur nog niet vermeld.

## Soorten

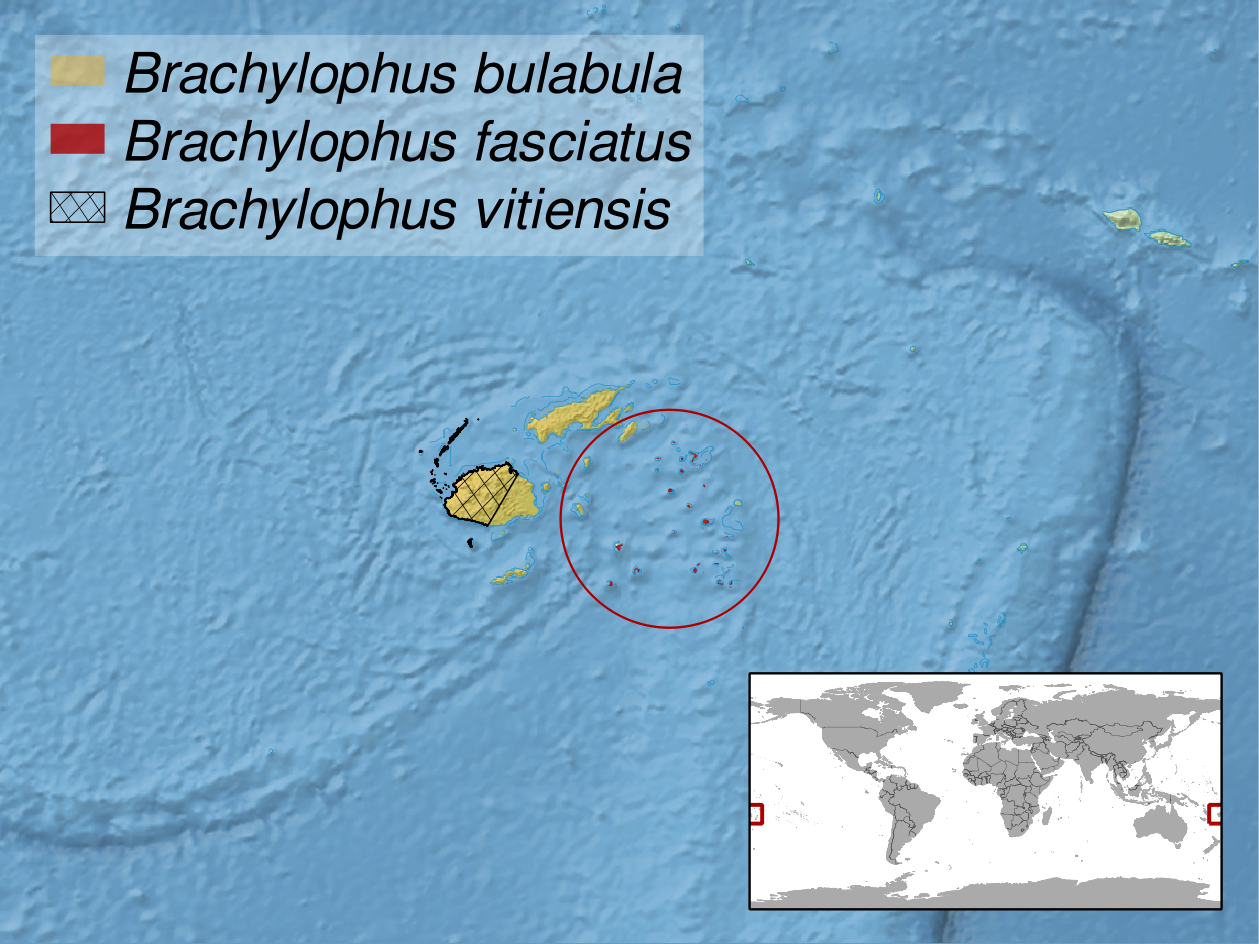
Verspreidingsgebied van drie van de vier soorten.

Het geslacht omvat de volgende soorten, met de auteur en het verspreidingsgebied.
| Naam                                         | Auteur                                  | Verspreidingsgebied                          |
| -------------------------------------------- | --------------------------------------- | -------------------------------------------- |
| Brachylophus bulabula                        | Fisher, Harlow, Edwards & Keogh, 2008   | Eilanden in het noordwesten van Fiji.        |
| Fijileguaan (Brachylophus fasciatus)         | Brongniart, 1800                        | Fiji, Tonga (land), Wallis (eiland), Vanuatu |
| Brachylophus gau                             | Fisher, Niukula, Watling & Harlow, 2017 | Gau                                          |
| Gekamde fijileguaan (Brachylophus vitiensis) | Gibbons, 1981                           | Fiji                                         |

## Uiterlijke kenmerken
De leguanen zijn in staat om snel van kleur te veranderen als ze geïrriteerd zijn: normaal gesproken is de kleur helder groen met witte dwarsbanden bij de mannetjes, vrouwtjes missen een tekening. Bij verstoring of aanraking kleurt de leguaan binnen korte tijd zwart, net als kameleons is een snelle en drastische kleuromslag mogelijk dankzij de herverdeelbare pigmenten in de huidcellen.

## Verspreiding en habitat
Alle soorten komen voor op en rond de Fiji-eilanden. Aangezien de nauwst verwante soorten in Zuid-Amerika leven, wordt vermoed dat de Fijileguanen de oceaan zijn overgestoken door op drijvende vegetatie mee te liften naar de Fiji-eilanden.
De habitat bestaat uit zowel drogere als meer vochtige tropische en subtropische bossen. Daarnaast worden de soorten wel aangetroffen in drogere streken zoals kliffen en bergstreken.

## Bedreigingen
Waarschijnlijk heeft de 'magische' kleuromslag er naast de imposante gestalte met de stekelkam aan bijgedragen dat de lokale bevolking uit angst alle soorten bijna heeft uitgeroeid. Het verspreidingsgebied is hierdoor sterk geslonken maar tegenwoordig worden de Fijileguanen als een nationaal symbool beschouwd op de Fiji-eilanden en de afbeelding van deze bijzondere reptielen siert postzegels en boekomslagen. De plaatselijke autoriteiten schermen het leefgebied zorgvuldig af tegen toeristen, vanwege het droge klimaat kan één sigarettenpeuk rampzalige gevolgen hebben en ook de al dan niet bewuste introductie (bijvoorbeeld door het aanmeren van schepen) van vraatzuchtige zoogdieren zoals katachtigen of ratten kan het voortbestaan van de soort in gevaar brengen.
Vele andere reptielen zijn in aantal en verspreidingsgebied achteruitgegaan of zelfs uitgestorven (bijvoorbeeld de gekko Phelsuma edwardnewtoni) met als oorzaak de introductie van door de mens meegebrachte dieren. Het betreft voornamelijk honden, ratten en varkens, die van nature niet op de Fiji-eilanden voorkomen. Deze dieren hebben zich explosief vermenigvuldigd en vreten massaal de eieren maar ook de hagedissen op. Leguanen hebben namelijk, in het bijzonder de vegetarische (Brachylophus-) soorten, niet de snelheid en zeker niet het uithoudingsvermogen om aan rovende zoogdieren te ontsnappen.

### Beschermingsstatus
Door de internationale natuurbeschermingsorganisatie IUCN is aan drie soorten een beschermingsstatus toegewezen. Twee soorten worden gezien als 'bedreigd' (Endangered of EN) en de gekamde fijileguaan (Brachylophus vitiensis) staat te boek als 'ernstig bedreigd' (Critically Endangered of CR).